# Cinema de arte

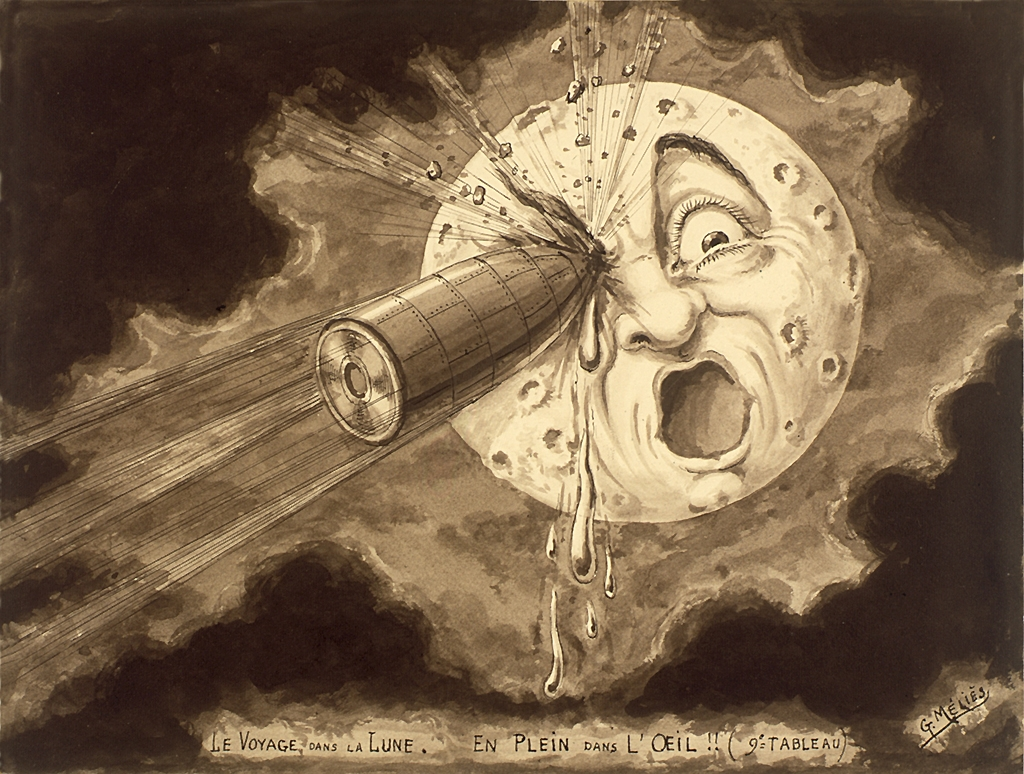
Viagem à Lua, de Georges Méliès

Cinema de arte, cinema artístico, filme artístico ou filme de arte, em oposição ao cinema comercial, é um termo que se refere a produções cinematográficas tipicamente independentes e voltadas a um nicho de mercado. Em oposição a obras de caráter hollywodiano, que são direcionadas ao grande público de mercado, o "filme de arte" é "pretendido ser um trabalho sério, artístico, muitas vezes experimental e não projetado para o apelo de massa", "feito principalmente por razões estéticas em vez de lucro comercial", e contém "conteúdo não convencional ou altamente simbólico". O termo é muito mais usado na América do Norte, Reino Unido e Austrália, comparado ao resto da Europa, onde está mais associado a filmes autorais e ao cinema nacional.
Em diversos países do Ocidente, os "filmes de arte" costumam ser exibidos em festivais de cinema e também salas específicas (conhecidas como "cinemas de repertório" ou, nos Estados Unidos, "cinemas de arte"). Como são voltados para pequenos públicos de nicho de mercado, são obras que raramente adquirem o apoio financeiro para terem grandes orçamentos típicos dos filmes Blockbusters. Diretores de "cinema de arte" compensam essas restrições criando um tipo diferente de filme, que normalmente adota elencos menos conhecidos (ou mesmo amadores) e sets modestos para fazer obras que se concentram muito mais no desenvolvimento de ideias, explorando novas técnicas narrativas e a tentativa de novas convenções de criação de filmes. Para a promoção, os "filmes de arte" dependem da publicidade gerada pelas críticas dos críticos de cinema, da discussão da obra por colunistas de artes, comentaristas e blogueiros, e ainda promoção boca-a-boca pelo público.
Alguns críticos e estudiosos de cinema definem um filme de arte como possuidor de "qualidades formais que os diferenciam dos filmes de Hollywood". Essas qualidades podem incluir (entre outros elementos): um senso de realismo social; ênfase na expressividade autoral do diretor; e um foco nos pensamentos, sonhos ou motivações dos personagens, em oposição ao desdobramento de uma história clara e orientada por objetivos. O estudioso de cinema David Bordwell descreve o cinema de arte como "um gênero cinematográfico, com suas próprias convenções distintas". Outros críticos, no entanto, consideram o termo "filme de arte" cercado de ambivalências, inclusive considerado-o um falso dilema, pois todo filme seria de arte em si.
Um certo grau de experiência e conhecimento é geralmente necessário para compreender ou apreciar completamente esses filmes. O crítico de cinema Roger Ebert classificou Chungking Express, um "filme de arte" aclamado pela crítica em 1994, como "em grande parte uma experiência cerebral" que se desfruta "por causa do que você sabe sobre cinema". . Isso contrasta fortemente com os filmes mais populares, que são voltados mais para o escapismo e o entretenimento puro. Com o tempo, o termo passou a ser usado também para designar obras cinematográficas experimentais e consideradas "de vanguarda".

## História
Os filmes de arte surgiram na França, em 1908, por iniciativa do empresário Paul Laffitte, que fundou a Le Film d'Art com a intenção de levar os intelectuais ao cinema. Para isso, a empresa realizou versões cinematográficas de obras literárias de autores famosos, como Charles Baudelaire, Émile Zola, Victor Hugo, Gustave Flaubert, Honoré de Balzac, Molière e outros.
Louis Feuillade, diretor do estúdio Gaumont, se opõe a esse tipo de intelectualismo e leva seu estúdio a produzir cerca de 80 filmes por ano em todos os gêneros, incluindo comédias, dramas do cotidiano, épicos e melodramas, mas foram seus filmes seriados sobre crimes que o levaram à fama na França e nos Estados Unidos.

### Cinema mudo
Durante a Primeira Guerra Mundial, o diretor estadunidense D. W. Griffith produz Intolerância, um épico de longa-metragem mudo, com três horas de duração que, junto com seu outro filme O Nascimento de uma Nação se tornaram dois dos maiores filmes da era do cinema mudo.
Em 1920 o Expressionismo Alemão chega ao cinema com O Gabinete do Dr. Caligari de Robert Wiene. Esse movimento foi caracterizado, no cinema, pela estilização extrema dos sets de filmagem, atuações, iluminação e ângulos de câmera. Outros notáveis desse movimento foram F. W. Murnau, com Nosferatu em 1922 e Aurora em 1927, e Fritz Lang com Metrópolis em 1927.
Na França, o final da Guerra fez surgir o Impressionismo, tendo como principais expressões no cinema Louis Delluc, Marcel L'Herbier, Jean Epstein, Abel Gance e Germaine Dulac. São impressionistas Napoléon (1927) e A Sorridente Madame Beudet (1922), este último considerado o primeiro filme feminista.